# Harry Glaß
Pour les articles homonymes, voir Glass.
Harry Glaß, né le 11 octobre 1930 à Klingenthal et décédé le 14 décembre 1997 à Rodewisch, est un sauteur à ski est-allemand.

## Biographie
Membre du club de Klingenthal, sa ville natale, il est entraîné par Henry Glaß qui n'est pourtant pas de sa famille. En 1954, il remporte son premier titre de champion de RDA, qu'il gagne de nouveau les deux années suivantes et en 1958.
Aux Jeux olympiques d'hiver de 1956, à Cortina d'Ampezzo, où il représente l'Équipe unifiée d'Allemagne, il remporte la médaille de bronze sur la compétition individuelle au grand tremplin.
Deux ans plus tard, il frôle le podium en terminant quatrième des Championnats du monde à Lahti. Sa carrière internationale s'achève en 1960 à la suite d'une chute lors de la Tournée des quatre tremplins au tremplin Bergiselschanze, même s'il tente de revenir.
De profession, il est policier.

## Palmarès

### Jeux olympiques
| Épreuve / Édition | Cortina d'Ampezzo 1956 |
| Individuel        | Bronze                 |

### Championnats du monde
| Épreuve / Édition | Lahti 1958 |
| Individuel        | 4e         |